# الجرجير البري
الجرجير البري أو (جرجير البلد), (بالإنجليزية: Valerianella vesicaria)‏ هي نوع من النباتات المزهرة في عائلة الخمانية، أصلية من البحر الأبيض المتوسط المركزي وغرب آسيا، انقرضت في الجزائر، وأُدخل في الأرجنتين. يعتبر هذا النوع نباتًا المتطفلة إلى حد ما، وهو من الأعشاب الضارة المزروعة.